# 후지미 쇼보

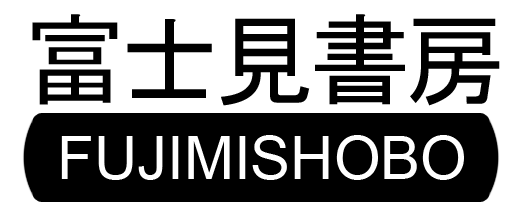

후지미 쇼보(일본어: 富士見書房)는 라이트 노벨을 시작으로 만화 등을 출판하는 카도카와 그룹 홀딩스 산하의 출판사이다.

## 개요
본래는 카도카와 쇼텐의 자회사로서 설립되었다. 도쿄시 지요다구에 있는 카도카와 서점의 토지에 회사를 지어 시작했다. 이곳의 주거 표시가 후지미 인것이 회사명의 유래이다.
1991년에 카도카와 서점에 합병되어 카도카와 서점 후지미 사업부가 되었지만 2005년 10월 1일부터 분사해 이전과 같은 독립회사 형태를 취하고 있다. 하지만 판매는 2006년까지는 카도카와 서점, 그 이후는 카도카와 그룹 퍼블리싱(KGP)가 하고있다.
후지미 판타지아 문고로 출판하는 라이트 노벨, 그리고 관계 서적과, 미디어 믹스 상품들이 매상의 중심이 되고있다. 그러나 2007년에는 영화 나고야 살인사건의 소설화나 사탕과자 탄환은 꿰뚫지 못해등 일반 독자층을 겨냥한 서적들의 발매를 강화하기 시작했다.

## 서적 라벨
- 후지미 판타지아 문고
- 후지미 미스터리 문고
- 후지미 드래곤북

이하 라벨들은 2006년부터 대부분의 출판물이 절판되고 있다.
- 후지미 문고
- 후지미 드래곤노벨
- 후지미 시대 소설 문고
- 후지미 로망 문고
- 후지미 미소녀 문고

## 라이트 노벨 잡지
- 드래곤 매거진
  - 라이트 노벨 잡지로서는 얼마 안되는 월간지였지만 2008년에 격월화되었다.

## 만화 잡지
- 월간 드래곤 에이지
  - 월간 코믹 드래곤과 월간 드래곤 쥬니어를 통합해 2003년 4월에 창간.
- 드래곤 에이지 퓨어
  - 월간 드래곤 에이지의 증간물. 격월로 발매된다.